# Tórtora cuallarga de Brown
La tórtora cuallarga de Brown (Reinwardtoena browni) és un colom, per tant un ocell de la família dels colúmbids (Columbidae) que habita les zones boscoses de les Illes Bismarck.

## Descripció
La tórtora cuallarga de Brown és un colom gros i de cua llarga, amb una longitud de 40 a 46 cm i un pes de 279 a 325 g. El front i la cara són de color blanc grisenc, canviant a gris platejat cap a la part superior del cap i la part posterior del. El coll és de color gris platejat més pàl·lid, i s'enfosqueix on es troba amb la part superior del dors. La part superior del dors, el dors, el carpó, la cua i les ales són totes negres, amb les ales i les plomes centrals de la cua d'un blau-negre brillant. Les rectrius estan estampades amb gris, i les tres plomes exteriors de la cua tenen una banda grisa una mica indistinta al mig. Les parts inferiors són blanques des de la gola fins al ventre, es tornen de color gris blavós fosc cap a les cobertes i els flancs inferiors. L'iris és vermell o groc, i el bec és gris o marró amb una base vermellosa. Els peus són de color vermell fosc. Els adults dels dos sexes s'assemblen. Els joves són principalment de color gris sutge, sense cap toc de marró càlid al plomatge.
A causa de la distintiva coloració en blanc i negre, és poc probable que aquesta espècie es confongui amb altres coloms que comparteixin la mateixa àrea de distribució, però és molt semblant a la tórtora cuallarga de Reinwardt, molt relacionada. Es diferencia d'aquesta espècie per la cua més curta i per l'absència de color marró castany en el plomatge.

### Vocalitzacions
El cant de presència de l'espècie és una sèrie d'apunts de llarga durada; comença amb una nota curta, després té una de llarga i llastimera que augmenta el to, i acaba amb dues notes baixes, la segona de les quals és la més profunda de totes.

## Distribució i hàbitat
La tórtora cuallarga de Brown és endèmica de l'arxipèlag de Bismarck, on es troba a les illes de Nova Bretanya, Nova Irlanda, Nova Hannover, Umboi, Lolobau, Duc de York, Lihir, Tabar i Watom, així com Manus, Rambutyo i Nauna a les illes de l'Almirallat. Habita selves tropicals i matolls costaners a les terres baixes i turons a elevacions de fins a 1.000 m. Prefereix els boscos alts i és més comú als turons, sovint absent d'algunes zones de terra baixa. És una mica tolerant als boscos moderadament degradats, però no habita boscos molt degradats amb poca coberta de copes.

## Comportament i ecologia
La tórtora cuallarga de Brown és bastant difícil de trobar i se sol veure sola o en parelles al mig terra o al dosser del bosc. Descansa en llocs baixos i dins del bosc, ocasionalment en branques i ceps visibles. S'alimenta de fruits com ara baies.
La biologia reproductiva d'aquest colom és molt poc coneguda. Les exhibicions de festeig s'han vist de març a maig a New Hanover, al juliol a Dyaul i a l'agost a New Britain. L'únic niu conegut era una estructura senzilla feta de branquetes, trobada el maig de 1930 en una cornisa que sobresurtia d'un rierol que travessa un terreny rocós a l'illa de Nova Bretanya. Els nius contenen un únic ou blanc, que només es va observà incubant la femella. Els ous són ovoides i tenen una dimensió de 34,71 mm × 25,03 mm.

## Conservació
La tórtora cuallarga de Brown està catalogada com a gairebé amenaçada per la Unió Internacional per a la Conservació de la Natura (UICN) a la Llista Vermella de la UICN. L'espècie és generalment poc comuna en tota la seva distribució i té una població estimada d'entre 15.000 i 30.000 ocells totals, dels quals s'estima que entre 10.000 i 19.999 són adults. Està principalment amenaçada pels alts nivells de tala, encara que la caça també pot representar una amenaça. Abans es considerava en risc mínim, ja que es pensava que la disminució de la seva població no era prou alta com per a una llista amenaçada, però es va elevar a gairebé amenaçada el 2008 després de les estimacions d'una baixada més ràpida de la població causada per una intensa desforestació als boscos de les terres baixes de tota la seva distribució. Estudis més recents han trobat que l'espèc

## Taxonomia
La tórtora cuallarga de Brown va ser descrita originalment l'any 1877 com a Macropygia browni pel zoòleg anglès Philip Sclater sobre la base d'un exemplar de l'illa de Duke of York a Papua Nova Guinea. Va ser traslladada per primera vegada al gènere Reinwardtoena per l'ornitòleg italià Tommaso Salvadori el 1882. El nom genèric Reinwardtoena és en honor al naturalista holandès Caspar Reinwardt, combinant el nom amb la paraula del grec antic «oinas», que significa “colom”. El nom específic “browni” és en honor al missioner escocès George Brown.
És una de les tres espècies del gènere Reinwardtoena. És molt semblant en aparença a la tórtora cuallarga de Reinwardt i de vegades es consideren al·loespècies, espècies amb poblacions separades geogràficament que es poden considerar part del mateix complex d'espècies. No té cap subespècie reconeguda actualment, però les poblacions de les illes de l'Almirallat han estat tractades en el passat com una subespècie diferent, R. b. solitària. Els ocells de l'illa d'Umboi poden representar una subespècie diferent, actualment sense nom.